# Mljet

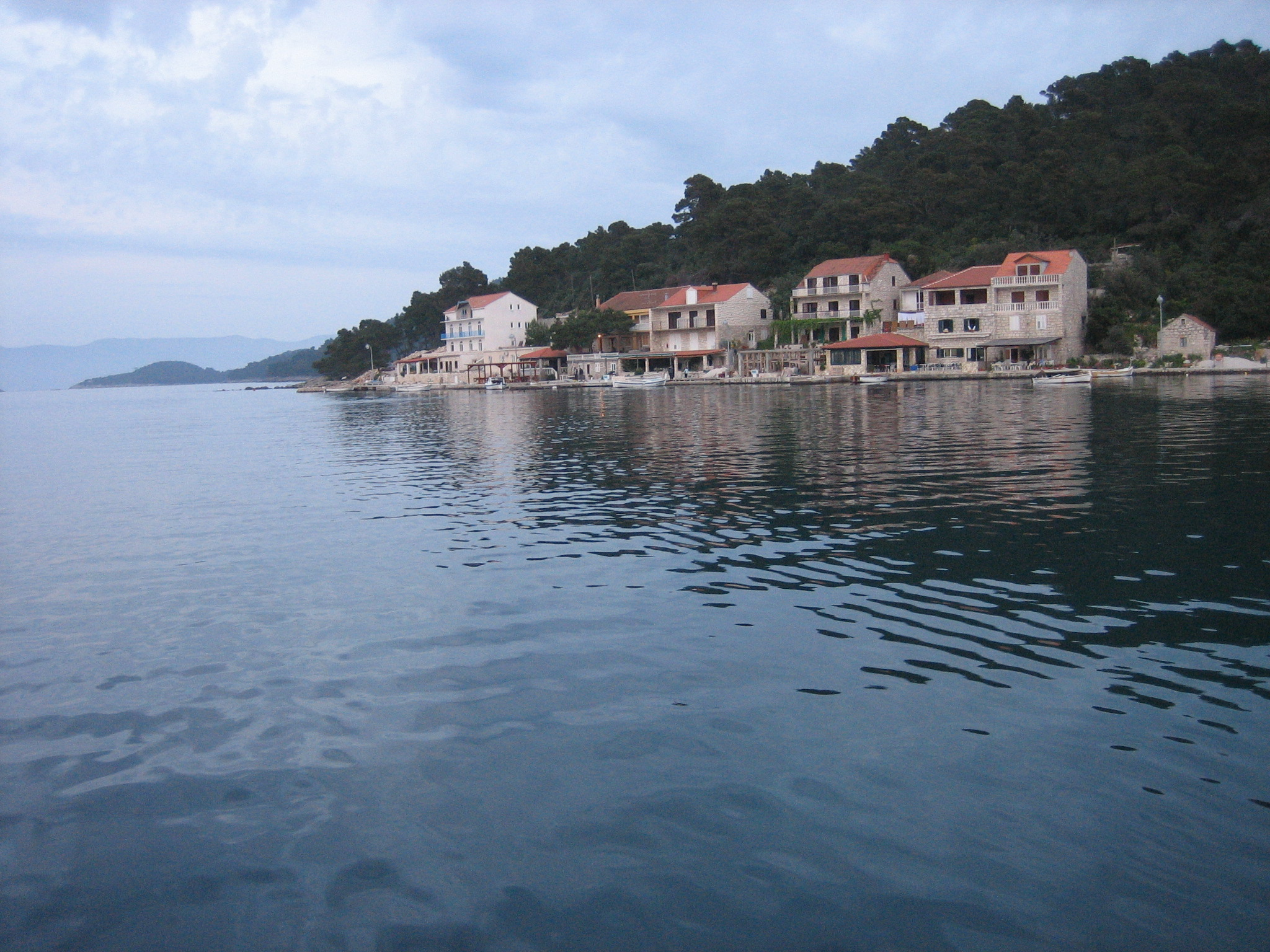
Orten Pomena

Mljet (italienska: Meleda, tyska: Melide, klassisk grekiska: Melítē) är en ö i södra Dalmatien, Kroatien. Ön har 1 111 bofasta invånare (2001), en area på 98,01 km2 och är Kroatiens åttonde största ö. Mellan ön och fastlandet ligger sundet Mljetski kanal.

## Transport och kommunikationer
Ön är förbunden med fastlandet genom Jadrolinijas färjelinje Sobra-Dubrovnik. Resan tar över tre timmar och avgår två gånger per dag. Färjelinjen Sobra-Prapratno tar 45 minuter och förbinder ön med halvön Pelješac. Denna linje avgår cirka tio gånger om dagen.[källa behövs]

## Övrigt
Den västligaste delen av Mljet utgör nationalparken Mljet. 

## Orter
- Babino Polje
- Goveđari
- Polače
- Sobra
- Korita
- Pomena